# Marco Emilio Lepido (marito di Drusilla)
Marco Emilio Lepido (Roma, 6 – Roma, 39) è stato un nobile romano, secondo marito di Drusilla.

## Biografia
Lepido era figlio del console Marco Emilio Lepido e Vipsania Marcella, quindi fratello di  Emilia Lepida (moglie di Druso Cesare), nipote di Marco Vipsanio Agrippa e bisnipote di Lucio Emilio Lepido Paolo (console nel 50 a.C. e fratello del triumviro Marco Emilio Lepido).
Lepido sposò la sorella di Caligola, Drusilla, nel novembre o dicembre del 37. Drusilla, tuttavia, era già sposata con il console Lucio Cassio Longino dal 33, ma l'imperatore costrinse suo cognato a ripudiarla per poterle far sposare Lepido. A causa di ciò, Lepido divenne un amico intimo di Caligola e della sua famiglia. Dopo la morte di Tiberio Gemello nel 37, Lepido fu pubblicamente scelto da Caligola come suo erede. Alla fine del 38, quando fu arrestato il governatore dell'Egitto Aulo Avilio Flacco, Lepido persuase con successo Caligola ad esiliare Flacco ad Andros piuttosto che a Gyarus.
Nel 39, tuttavia, Caligola rese pubbliche le epistole delle sorelle Agrippina minore e Giulia Livilla, nelle quali si rivelavano la loro relazione adulterina con Lepido e un complotto contro l'imperatore, a causa di ciò Lepido fu giustiziato nel 39 e le sorelle di Caligola furono esiliate. Agrippina ricevette le ossa di Lepido in un'urna e le portò a Roma, mentre Caligola inviò tre pugnali al Foro di Augusto per celebrare la morte. Vespasiano fece una mozione in Senato, per decidere se gettare i resti di Lepido via invece di seppellirli, che infine fu approvata dai senatori, i quali non concessero a Lepido una degna sepoltura.